# Медова Марія Сергіївна
Марі́я Сергі́ївна Медова (1893, Російська імперія — ?) — радянська діячка. Член ВЦВК. Член Центральної контрольної комісії ВКП(б) у 1925—1927 роках. 

## Життєпис
До 1918 року працювала робітницею на ткацьких фабриках.
Член РКП(б) з 1918 року.
Після громадянської війни в Росії працювала ткалею в Орєхово-Зуєво.
У 1927 році закінчила повітові партійні курси.
З 1927 року — завідувач підвідділу охорони материнства Московського губернського відділу охорони здоров'я в Орєхово-Зуєво. Обиралася депутатом Орєхово-Зуєвської міської ради Московської губернії.
Подальша доля невідома.